# Pļaviņas
Pļaviņas (németül: Stockmannshof) kisváros Lettországban.

## Elhelyezkedése
Pļaviņas a Daugava és az Aiviekste folyók összefolyásánál, a pļaviņasi víztározónál fekszik.

## Története
A települést először a svéd–lengyel háború idején említik, amikor a település közelében egy kisebb csatára került sor.
Az iparosodás 1902-ben kezdődött a Pļaviņas–Valka-vasútvonal megnyitásával, majd üveggyár és dolomitfeldolgozó üzem kezdte meg a működését. A település 1927-ben kapott városi jogokat. A 2009-es közigazgatási reformig Lettország Aizkraukle járásához tartozott.

## Híres pļaviņasiak
- Itt született Inese Jaunzeme (1931–2011), olimpiai bajnok lett gerelyhajító.